# Jelena Sokolovová
Jelena Alexandrovna Sokolovová, rozená Kremněvová (rusky Елена Александровна Соколова (Кремнева); * 23. července 1986 Bělgorod) je ruská atletka, jejíž specializací je skok daleký.

## Kariéra
Mezinárodní kariéru započala v roce 2003 šestým místem na mistrovství světa do 17 let v kanadském Sherbrooke. Její nejdelší pokus měřil 596 centimetrů. Stříbro tehdy vybojovala výkonem 640 cm Denisa Ščerbová. K atletice se vrátila o tři roky později, kdy se zúčastňovala především národních šampionátů. V halové sezóně roku 2007 obsadila na ruském šampionátu ve Volgogradu výkonem 655 cm třetí místo a společně s Annou Nazarovovou a Nataljou Lebusovovou byla nominována na halové ME do Birminghamu. Na evropském halovém šampionátu poté obsadila ve finále výkonem 6,53 metru 5. místo. V letní sezóně vybojovala bronzovou medaili na Mistrovství Evropy do 23 let v maďarském Debrecínu a stříbro na světové letní univerziádě v thajském Bangkoku.
V roce 2008 si vylepšila osobní rekord pod širým nebem na 674 cm, když do této vzdálenosti skočila 28. června v Čeljabinsku a 5. července na mítinku v Madridu. Na Letní olympijské hry 2008 do Pekingu však odcestovala trojice Taťána Lebeděvová, Taťjana Kotovová a Oxana Udmurtovová.

### 2009 – 2012
14. února 2009 skončila třetí na halovém mistrovství Ruska v Moskvě a společně s Olgou Kučerenkovou a Taťjanou Vojkinovou se kvalifikovala na halové ME do Turína. V hale Oval Lingotto se probojovala druhým nejdelším pokusem z kvalifikace (671 cm). Ve finále v poslední sérii skočila 684 cm a získala stříbrnou medaili, když prohrála jen s Estonkou Ksenijí Baltaovou, která dolétla na 687 cm. V letní sezóně se v Čeboksarech stala mistryní Ruska na dráze, když si vylepšila osobní maximum na 692 cm. Medaili na MS v atletice 2009 v Berlíně však nezískala, když nepostoupila z kvalifikace, kde obsadila celkové 13. místo. Sezónu završila druhým místem na posledním ročníku světového atletického finále v Soluni, kde prohrála jen s mistryní světa, Brittney Reeseovou ze Spojených států amerických.
V letech 2010 a 2011 se nekvalifikovala z ruských šampionátů na atletické vrcholy. V roce 2012 se stala v Moskvě halovou mistryní Ruska v novém osobním rekordu 688 cm. Na halovém MS v Istanbulu v kvalifikaci skončila na 10. místě a do osmičlenného finále nepostoupila. 4. července 2012 na ruském mistrovství v Čeboksarech poprvé v kariéře překonala sedmimetrovou hranici a výsledkem 706 cm si zajistila nominaci na Letní olympijské hry do Londýna. Ve finále olympijských her si o další jeden centimetr vylepšila osobní rekord a výkonem 7,07 m vybojovala stříbrnou medaili. Olympijskou vítězkou se stala Američanka Brittney Reeseová, která skočila o pět centimetrů dál a bronz brala její krajanka Janay Deloachová (689 cm).
Jejími trenéry jsou manžel Dmitrij Sokolov a Vladimir Kudrjavcev, který připravuje mj. také ruskou vícebojařku Taťánu Černovovou.

### Osobní rekordy
- hala – 688 cm – 23. února 2012, Moskva
- venku – 707 cm – 8. srpna 2012, Londýn